# Salvatore
Salvatore  è un nome proprio di persona italiano maschile.

## Varianti
- Maschili: Salvadore[1][2][4], Salvatorico[4]
  - Alterati: Salvatorino[4]
  - Ipocoristici: Salvato[4], Salvo[4], Tore[3], Turi, Turiddu, Torello, Dore[1], Rino, Sasà, Totò.
- Femminili: Salvatora[2], Salvadora, Salvatrice[2][4][5], Salvatorica[2][4]
  - Alterati: Salvatorina[4]
  - Ipocoristici: Dora[1], Dorina[1]

### Varianti in altre lingue
- Basco: Xalba[6]
- Catalano: Salvador[6]
- Greco: Sotiris
- Inglese
  - Ipocoristici: Sal[3]
- Latino: Salvator[1][3]
  - Femminili: Salvatrix[5]

- Polacco: Salwator
- Portoghese: Salvador
- Francese: Sauveur, Xavier
- Siciliano: (standard) Sarbaturi; 
  - Varianti dialettali: Sarvaturi, Savvaturi, Sabbaturi;
  - Ipocoristici: Sarbu, Sabbu, Sarvu, Savvu, Rinu, Toti, Totò, Turi, Turiḍḍu, Turuzzu.
- Spagnolo: Salvador[3][6]
- Tedesco: Salvator
- Ungherese: Szalvátor

## Origine e diffusione

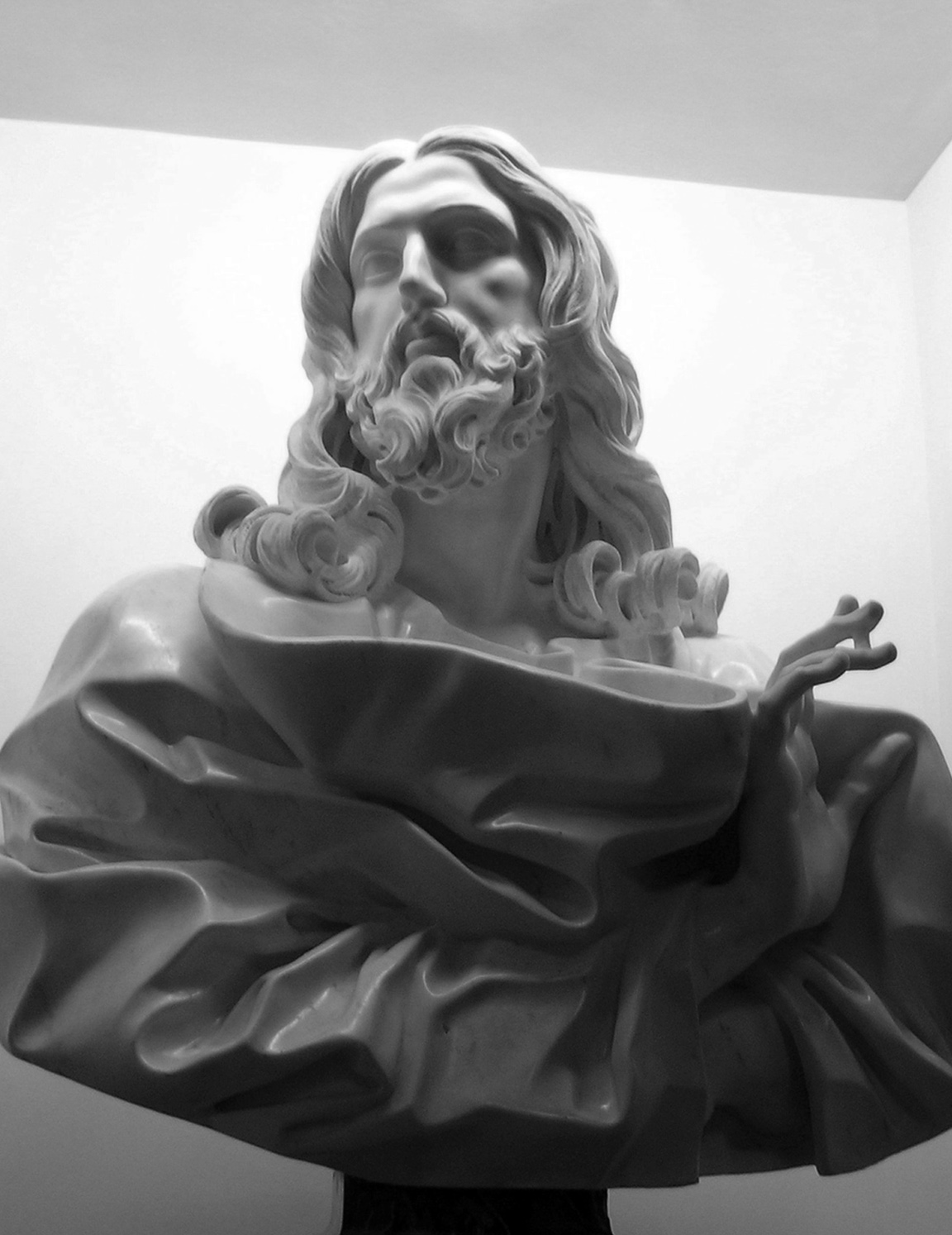
Salvator mundi, di Gian Lorenzo Bernini

Letteralmente "salvatore", "colui che salva", Salvatore è uno dei più antichi nomi cristiani, riferito a Gesù Cristo "salvatore dell'umanità"; propriamente, il nome nasce da una traduzione del greco Σωτήρ (Soter), a sua volta traduzione dell'ebraico יְהוֹשֻׁעַ (Yĕhošūa’, che era il nome di Gesù); in questo senso, dunque, i primi cristiani adottarono il nome "Salvatore" come traduzione del nome Gesù. In minima parte, la sua diffusione può essere stata aiutata dal culto verso san Salvatore da Horta.
Questo nome si riscontra un po' in tutta Italia, anche se risulta maggiormente accentrato nel Sud e nelle isole. Della stessa regione sono anche specifiche le varianti come "Turi", "Ture" e "Turiddu" e il femminile "Salvatrice". "Salvatorico" e "Salvatorica" sono propri della Sardegna, mentre "Salvadore" è tipicamente toscano. Secondo una stima del 2000 è il settimo nome maschile più diffuso in Italia nel XX secolo. Nei paesi baschi, il nome Gaizka funge da equivalente di Salvatore.

## Onomastico
L'onomastico si festeggia solitamente il 6 agosto per la festività della Trasfigurazione di Gesù, oppure il giorno del Corpus Domini (che ha data mobile), o anche il 9 novembre, quando si celebra la festa della dedicazione della basilica lateranense a Cristo Salvatore e si commemora il miracolo dell'immagine crocifissa del Salvatore a Beirut; meno frequentemente viene festeggiato il 3 gennaio, giorno della venerazione del Santissimo Nome di Gesù.
Si ricordano con questo nome anche un santo e diversi beati, alle date seguenti:
- 18 marzo, san Salvatore da Horta, religioso francescano, confessore a Cagliari[4][7][9]
- 3 agosto, beato Salvatore Ferrandis Seguì, sacerdote e martire ad Alicante[9]
- 21 agosto, beato Salvatore Estrugo Solves, sacerdote e martire ad Alberic[9]
- 18 settembre, beato Salvador Fernandez Perez, sacerdote salesiano, martire a Madrid[9]
- 27 ottobre, beato Salvador Mollar Ventura, religioso francescano e martire a Picadero de Paterna[9]
- 28 ottobre, beato Salvador Damian Engiux Garés, padre di famiglia, martire in Spagna[9]
- 22 novembre, beato Salvatore Lilli, missionario francescano e martire a Maraş[9]

## Persone

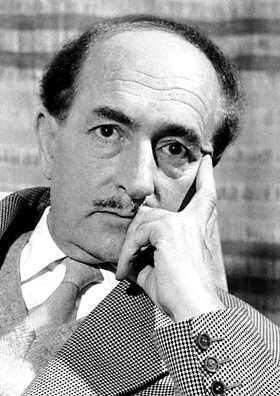
Salvatore Quasimodo

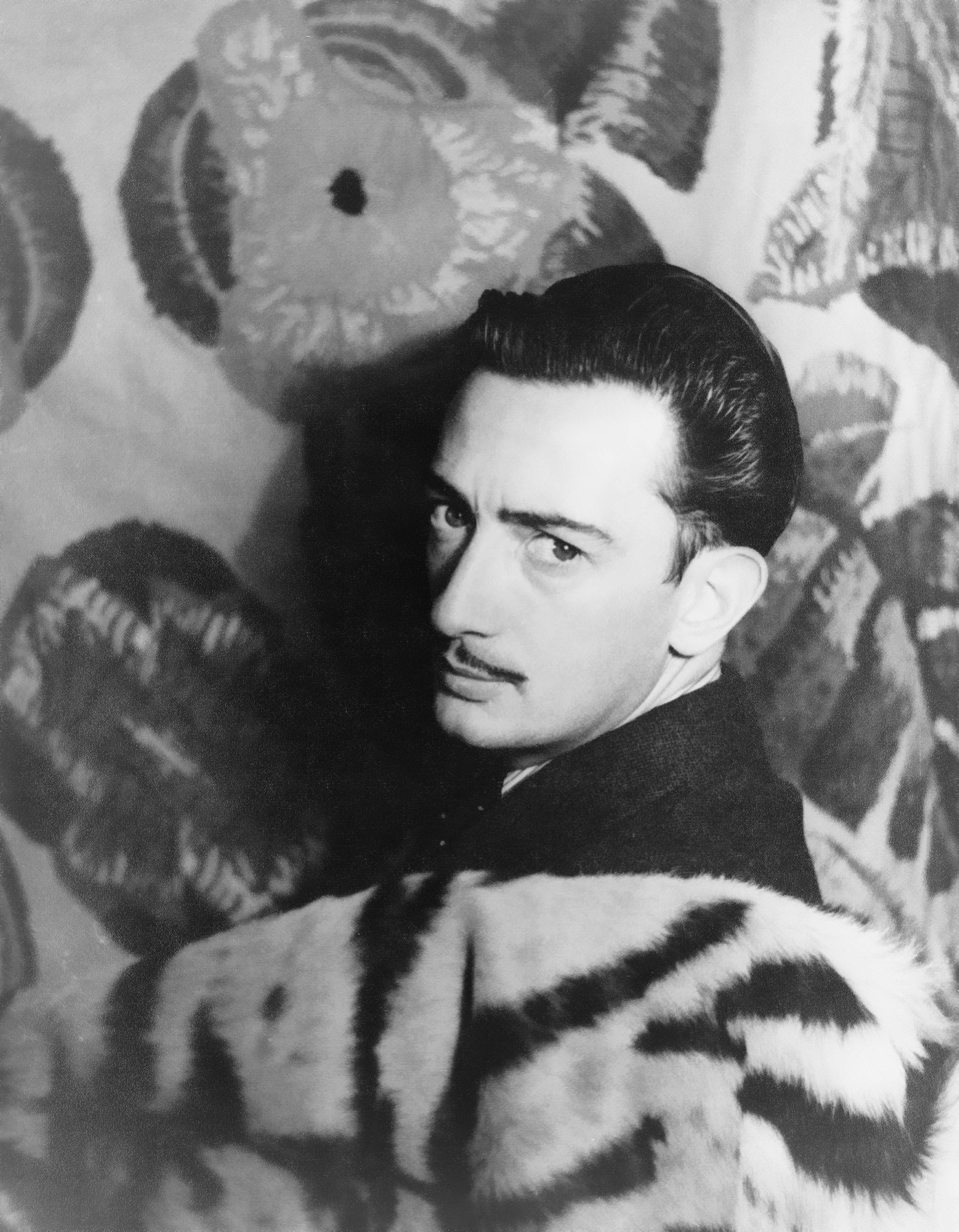
Salvador Dalí

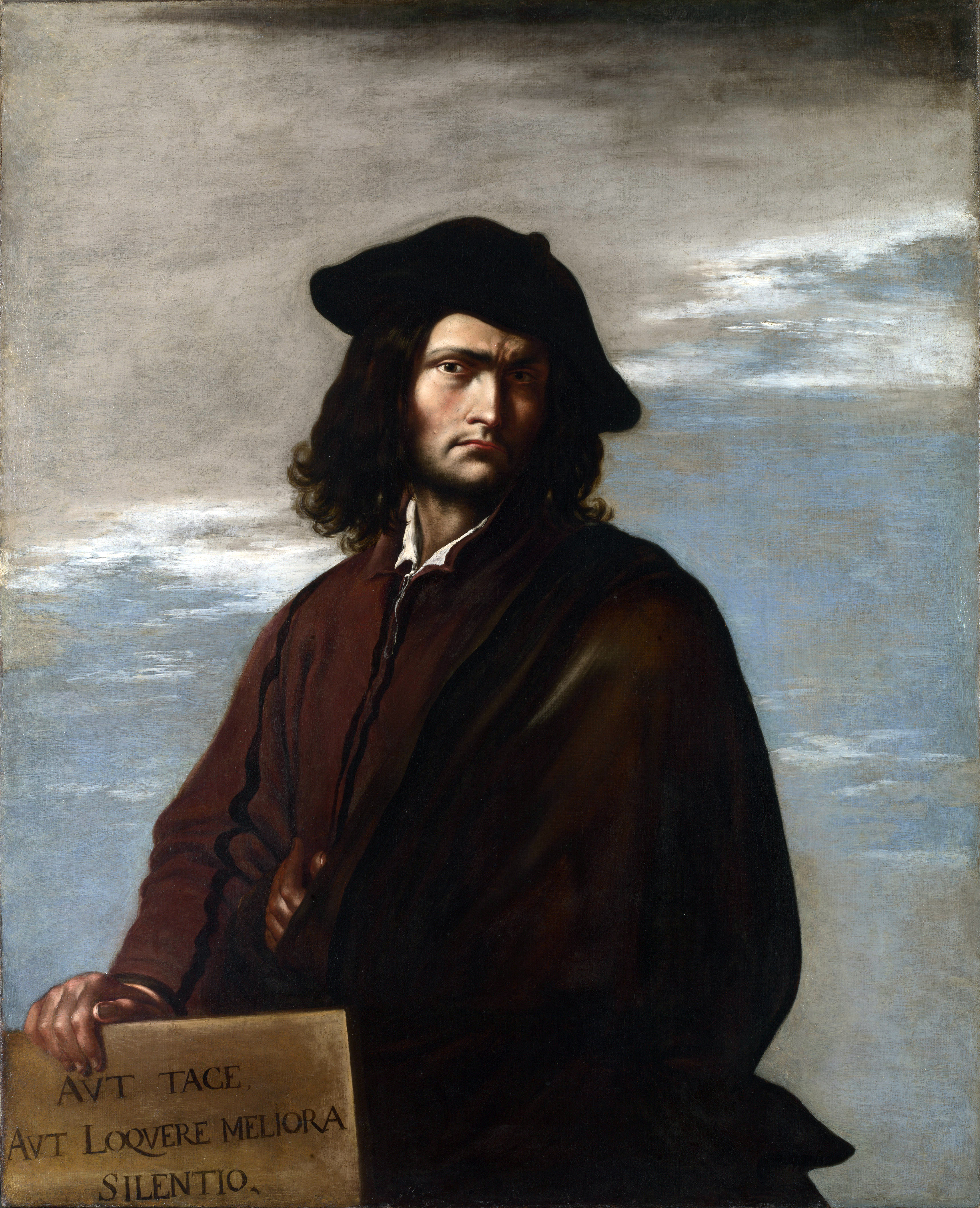
Salvator Rosa

- Salvatore Accardo, violinista italiano
- Salvatore Adamo, musicista, cantante e compositore belga
- Salvatore Aronica, calciatore e allenatore di calcio italiano
- Carlo Salvatore d'Asburgo-Toscana, principe di Toscana e arciduca d'Austria
- Salvatore Carcano, inventore italiano
- Salvatore Fiume, pittore italiano
- Salvatore Ferragamo, stilista italiano
- Salvatore Luria, biologo italiano naturalizzato statunitense
- Salvatore Natoli, filosofo italiano
- Salvatore Ottolenghi, medico italiano
- Salvatore Pappalardo, cardinale e arcivescovo cattolico italiano
- Salvatore Quasimodo, poeta italiano
- Salvatore Veca, filosofo italiano

### Variante Salvador
- Salvador Allende, politico cileno
- Salvador Dalí, pittore, scultore e scrittore spagnolo
- Salvador de Madariaga, diplomatico, storico e scrittore spagnolo
- Salvador Espriu, poeta, drammaturgo e romanziere catalano
- Salvador Fidalgo, militare ed esploratore spagnolo
- Salvador Mazza, medico e batteriologo argentino
- Salvador Sobral, cantante portoghese

### Variante Salvator
- Salvator Angelo Spano, politico, giornalista e scrittore italiano
- Salvator Gotta, scrittore italiano
- Salvator Rosa, pittore, incisore e poeta italiano
- Salvator Ruju, poeta, scrittore e giornalista italiano,
- Salvator Xuereb, attore statunitense

## Il nome nelle arti
- Compare Turiddu è un personaggio della Cavalleria rusticana di Pietro Mascagni, ispirata all'omonima novella di Giovanni Verga.
- Salvatore De Mattia è un personaggio della commedia Uomo e galantuomo di Eduardo De Filippo.
- Salvatore "Totò" Di Vita è il personaggio protagonista del film Nuovo Cinema Paradiso di Giuseppe Tornatore.
- Salvatore "Toti" Bellastella è il personaggio protagonista del film Il tuttofare di Valerio Attanasio.
- Salvatore  è il titolo di una canzone della cantautrice statunitense Lana Del Rey.
- Salvatore Rauco è un personaggio della serie televisiva Mario.